# 가와치촌 (이시카와현)
가와치촌(河内村)은 이시카와현 이시카와군에 놓여졌던 촌이다. 자연이 풍부한 산들로 둘러싸인 이시카와군에 속하는 마을이었다.가나자와시의 통근율은 18.9%(2000년 국세조사).
2005년 2월 1일에 노노시정을 제외한 이시카와군을 구성하는 정촌 및 맛토시와 합병하여 하쿠산시가 되었다.

## 교통

### 도로
- 국도 157호선
- 국도 360호선